# Albert Amrhein
Franz Albert Amrhein (Frankfurt del Main, 29 de desembre de 1870 – ?) va ser un jugador de rugbi alemany que va competir a cavall del segle xix i el segle xx. El 1900 va prendre part en els Jocs Olímpics de París, on guanyà la medalla de plata en la competició de rugbi, com a integrant de l'equip FC 1880 Frankfurt. En aquest partit Amrhein exercí les tasques de capità.